# ブガッティ・ボライド
ボライド（ボリードとも、Bolide）は、フランスの自動車メーカーのブガッティが発表したサーキット走行専用車である。

## 概要
ボライドは2020年に発表され、2021年のミラノモーターショーで実車が展示された。ブガッティは0.67kg/PSのパワーウェイトレシオを持つボライドがW16エンジンを搭載する最後の車種になると発表した。ボライドは火球を意味し、フランス語でレーシングカーを意味する「le Bolide」に由来している。

## 仕様と性能
ボライドはシロンと同じ8.0LクワッドターボW16エンジンと7速デュアルクラッチオートマチックトランスミッションのフレームワークを使用して、ゼロから開発されている。ボライドは最大出力1,850PSおよび、最大トルク1,850Nmを発揮する。この数値はシロン スーパースポーツ300+を281PS(277hp)上回る結果となる。車の重量が1,240kgのため、0-100km/h2.17秒、0-200km/h4.36秒、0-300km/h7.37秒、0-400km/h12.0秒という加速力に加え、理論上は20.16秒で時速500km/hに到達することができる。最高速度500km/h以上、0-400-0km/hのタイムは24.62秒。0-500-0km/hは33.62秒であると発表されている。更に、ブガッティはコンピューターシミュレーションによると、ボライドは5分23秒1でニュルブルクリンクを周回できると発表。また、サルト・サーキットを3分7秒1であると発表している。これは3分14秒7で周回したトヨタ・TS050よりも約8秒速いタイムである。

## 設計
ボライドがこれほどまでに車両重量を軽くできたのは、モノコックそのすべてのコンポーネントがすべてチタンで構成され、ほぼすべてのボディパネルがカーボンで構成されているからである。X字型のテールライトなどはLMP1レーシングカー(特にブガッティ・ビジョン ル・マン)のデザインに影響を受けている。ボライドは時速320km/時にボディで2,631kg、リアウィングで1,800kg、フロントウイングで800kgものダウンフォースを生み出している。ボライドのエアスクープにはゴルフボールに見られるものと同様のパターンがあり、空気抵抗を10％軽減している。ボライドの全高は995mmでブガッティのレーシングカーのタイプ57Cと同じ高さである。

## 参照
- ブガッティは3Dプリンターでブレーキキャリパーを開発した (英語) -
- ブガッティ ボライドについて (英語) -
- ブガッティ ボライドについて (英語) -
- ブガッティ ボライドのレビュー (英語) -
- トップギアによるブガッティ ボライドの特集 (英語) -
- ブガッティ ボライド コンセプトについて (英語) -
- ブガッティ ボライドの性能 -
- 3Dプリンターによって軽量化されたブガッティ ボライド -